# Jim Metzler
Jim Metzler (* 23. Juni 1951 in Oneonta) ist ein amerikanischer Schauspieler. 

## Leben
Nach einem Abschluss am Dartmouth College beschloss Metzler eine Schauspielkarriere zu beginnen. Bekannt wurde er für Gastauftritte in populären bekannten US-Fernsehserien. Mitte der 1980er Jahre wurde er in Deutschland durch die amerikanische Miniserie Fackeln im Sturm bekannt, in der er die Rolle des Südstaaten-Politikers James Huntoon an der Seite von Terri Garber mimte. Im Jahr 1983 erhielt er einen Golden-Globe-Nominierung für seine Nebenrolle in dem 1982 Film Tex.

## Filmographie (Auswahl)
| - 1982: Tex - 1986: Das Messer am Ufer (River's Edge) - 1987: Alamo – 13 Tage bis zum Sieg (The Alamo: Thirteen Days to Glory, Fernsehfilm) - 1987: Das Mädchen mit den Wunderhölzern (The Little Match Girl) - 1989: 976-Evil - 1989: Old Gringo - 1991: Spaceshift (Waxwork II: Lost in Time) - 1992: One False Move - 1992: Tod in den Augen (Gypsy Eyes) - 1995: Kinder des Zorns III (Children of the Corn III) - 1997: L. A. Confidential - 1997: Phantom Town - 1999: Die Akte Romero (The Big Brass Ring) | - 1983: Die Texas-Klinik (Cutter to Houston) - 1985–1986: Fackeln im Sturm (North and South) - 1988–1989: Die Schöne und das Biest (Beauty and the Beast, Fernsehserie, 2 Folgen) - 1995: Star Trek: Deep Space Nine (Fernsehserie, 2 Folgen) - 1996: Apollo 11 - 2004: CSI: NY (Fernsehserie, 1 Folge) - 2005: New York Cops – NYPD Blue (NYPD Blue, Fernsehserie, 1 Folge) - 2007: Crossing Jordan – Pathologin mit Profil (Crossing Jordan, Fernsehserie, 1 Folge) - 2011: Glee (Fernsehserie, 1 Folge) |